# Joe Juneau (chercheur d'or)
Pour le joueur de hockey sur glace, voir Joé Juneau.
Joseph Juneau, dit Joe Juneau (1836-1899), est un mineur et un chercheur d'or canadien. Il est né à Saint-Paul-l'Ermite au Québec. Il est surtout connu pour avoir cofondé avec Richard Harris la ville de Juneau, actuelle capitale de l'Alaska. La première importante découverte d'or à Juneau ou à l'île Douglas (en face de Juneau) date des années 1880.
Joe Juneau et Richard Harris avaient été envoyés dans la région par George Pilz, ingénieur et entrepreneur de Sitka. Son guide amérindien était le chef Kowee, qui est réputé avoir exploré la plus grande partie de la région de Juneau. Juneau et Harris firent du troc avec les Amérindiens avec leurs rations et boissons alcoolisées mais ne prospectèrent pas et revinrent les mains vides à Sitka. Pitz les renvoya aussitôt dans la région de Juneau. Là, Kowee les emmena à Gold Creek (petite rivière de l'or) qui coule aujourd'hui entre le bâtiment fédéral de la ville et le bassin du Silver Bow (arc d'argent)), départ de la découverte de l'or dans la région. Aujourd'hui une petite rivière sur l'île Douglas porte le nom de Kowee Creek.
Découvrant de l'or à Juneau, Joe et Richard emportèrent environ 500 kg d'or à Sitka.
La ville se nommait au départ Harrisburg ou Harrisburgh, du nom de Richard Harris, et les mineurs la nommaient souvent Rockwell. Il y eut aussi une proposition pour l'appeler Pilzburg du nom de l'ingénieur George Pilz. La ville ne prit son nom actuel qu'après une réunion des mineurs le 14 décembre 1881. Le nom de Juneau obtint obtint 47 des 72 votes alors qu'Harrisburg n'en reçut que 21 et Rockwell seulement 4 . Il faut rapporter que Joe Juneau avait payé un spectacle dans la ville pour que son nom soit choisi .
Joe Juneau voyagea jusqu'à Dawson City dans le Yukon durant la ruée vers l'or du Klondike dans les années 1890. Il avait pour habitude de dépenser l'or aussi vite qu'il le trouvait mais vers la fin de sa vie, il possédait quand même un petit restaurant à Dawson. Juneau mourut d'une pneumonie en mars 1899 à Dawson. Son corps fut ramené à Juneau et enterré dans le cimetière Evergreen de la ville le 16 août 1903.
Son oncle, Salomon Juneau, fonda la ville de Milwaukee au Wisconsin.
Jules Verne le mentionne dans son roman Le Volcan d'or (partie 1, chapitre V)